# Brivio
Brivio es una localidad y comuna de Italia ubicada en la región de Lombardía, provincia de Lecco. Su población es de 4.115 habitantes y su superficie es de 7.92 km².

## Distancias
- 15 kilómetros de Lecco.
- 23 kilómetros de Bérgamo.
- 40 kilómetros de Milán.

## Demografía
| Gráfica de evolución demográfica de Brivio entre 1861 y 2001 |
|                                                              |
| fuente ISTAT - Elaboración gráfica hecha por Wikipedia       |